# Monte Pollino
Monte Pollino je druhá nejvyšší hora masivu Pollino a současně druhá nejvyšší hora Jižních Apenin. Leží na hranici regionů Basilicata a Kalábrie (na hranici provincií Potenza a Cosenza), na jihu Itálie.
Monte Pollino leží v centrální části Národního parku Pollino.